# Уйляку-де-Беюш
Уйляку-де-Беюш (рум. Uileacu de Beiuș) — село у повіті Біхор в Румунії. Адміністративний центр комуни Уйляку-де-Беюш.
Село розташоване на відстані 391 км на північний захід від Бухареста, 48 км на південний схід від Ораді, 105 км на захід від Клуж-Напоки, 128 км на північний схід від Тімішоари.

## Населення
За даними перепису населення 2002 року у селі проживала 691 особа.
Національний склад населення села:
| Національність | Кількість осіб | Відсоток |
| -------------- | -------------- | -------- |
| угорці         | 447            | 64,7%    |
| румуни         | 235            | 34,0%    |
| вірмени        | 5              | 0,7%     |

Рідною мовою назвали:
| Мова       | Кількість осіб | Відсоток |
| ---------- | -------------- | -------- |
| угорська   | 448            | 64,8%    |
| румунська  | 237            | 34,3%    |
| вірменська | 5              | 0,7%     |